# Termochemia
Termochemia – dział termodynamiki chemicznej zajmujący się efektami energetycznymi (cieplnymi) reakcji chemicznych i przemian fazowych, ich zależnością od warunków fizycznych oraz wymianą energii pomiędzy układem i otoczeniem.
Podstawowe prawa termochemii to:
1. prawo Hessa
2. prawo Kirchhoffa (chemia fizyczna)